# 苏普罗斯
苏普罗斯（法語：Souprosse，法語發音：[supʁɔs]）是法国朗德省的一个市镇，属于达克斯区。

## 地理
苏普罗斯（43°47'19"N, 0°42'35"W）面积42.56 平方千米，位于法国新阿基坦大区朗德省，该省份为法国西南部沿海省份，是法國本土面积第二大的省，北起吉倫特省，西临大西洋，南至大西洋比利牛斯省，东临热尔省，东北与洛特-加龍省接壤。
与苏普罗斯接壤的市镇（或旧市镇、城区）包括：科纳、古茨、拉莫特、勒勒伊、梅扬、米格龙、内尔比、塔尔塔斯、图卢泽特。

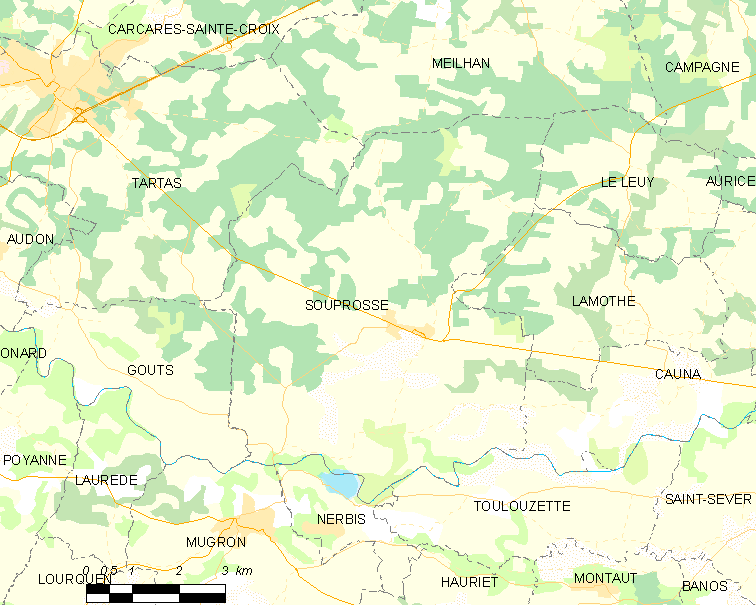
苏普罗斯的OSM定位图

苏普罗斯的时区为UTC+01:00、UTC+02:00（夏令时）。

## 行政
苏普罗斯的邮政编码为40250，INSEE市镇编码为40309。

## 政治
苏普罗斯所属的省级选区为莫尔桑克斯-塔尔塔斯地区县。

## 人口

1962-2008年间苏普罗斯人口变化图示

苏普罗斯于2022年1月1日时的人口数量为1131人。